# Gusendos de los Oteros
Gusendos de los Oteros è un comune spagnolo di 192 abitanti situato nella comunità autonoma di Castiglia e León.